# Lebedivkacultuur
De Lebedivkacultuur (Oekraïens: Лебедівська культура, Lebedivska koeltoera, Russisch: Лебедовская культура, Lebedovskaja koeltoera, ook: Lebedovocultuur) is een archeologische cultuur van de late bronstijd (11e tot eerste helft van de 8e eeuw v.Chr.). Ze was een voortzetting van de Sosnitsacultuur. De cultuur wordt gevonden nabij de Dnjepr in de oblast Kiev, aan de benedenloop van de Pripjat, en bij de samenvloeiing van de Desna en de Sejm.
Karakteristiek zijn kleine nederzettingen in de buurt van verbredingen van rivieren, voornamelijk in uiterwaarden en op rivierduinen. De woningen zijn op grondniveau of verdiept, en rechthoekig van vorm. De begraafplaatsen bevinden zich in de buurt van de nederzettingen. Het begrafenisritueel bestond uit crematie, waarna de resten in ondiepe putten of urnen geplaatst werden. Naast de botresten werd een groot aantal potscherven en gebroken sieraden gevonden.
De belangrijkste activiteiten waren landbouw en veeteelt.
Het aardewerk is ruw en dikwandig, gemaakt van klei vermengd met zand, gemalen graniet en mica, en wordt gedomineerd door grote eivormige potten met kleine bodems, tulpvormige vaten en potten. Decoraties zijn schaars en eentonig: putjes, soms koordimpressies en gekamde deoraties.
Bronzen voorwerpen omvatten bijlen, messen en priemen, alsook speerpunten, en sieraden zoals spelden, ringen en hangers. Er zijn enkele ijzeren voorwerpen gevonden. Talrijke werktuigen werden gemaakt van vuursteen en andere steensoorten: sikkels, raspen en pijlpunten.
De Lebedevcultuur ontstond op basis van de Sosnitsacultuur onder sterke invloed van de noordelijke culturen van het Wolga-Kama-gebied (Pozdnjakovocultuur, Prikazancultuur en andere).
De Lebedivkacultuur had een grote invloed op de vorming van de Milograd- en Joechnovo-culturen. De cultuur ging uiteindelijk op in de Milogradcultuur.